# Silvanus nitidulus
Silvanus nitidulus är en skalbaggsart som beskrevs av Leconte 1854. Silvanus nitidulus ingår i släktet Silvanus och familjen smalplattbaggar. Inga underarter finns listade i Catalogue of Life.